# Heriaesynaema
Heriaesynaema là một chi nhện trong họ Thomisidae.